# うれしいこと
「うれしいこと」は、島谷ひとみのシングル。2012年3月28日に配信限定でリリースされた。
この曲は、NHK教育テレビの子供向けアニメ『はなかっぱ』のエンディングテーマを引き受けた島谷が、同い年のシンガーソングライター星村麻衣に作詞・作曲・ピアノ演奏を依頼して制作し、2011年3月から放送で使用された。島谷はこの曲を「とてもとても、優しい気持ちになれる素敵な曲」と紹介している。
この曲は島谷のライブでもしばしば演奏され、2012年3月に配信限定でリリースされた。配信用のアートワークには『はなかっぱ』のエンディング映像が使われた。
2012年のアルバム『Sign Music』の初回限定盤にライブ映像が、2013年のベストアルバム『15th Anniversary SUPER BEST』の初回限定盤にオリジナルバージョンが収録されている。